# Art’húr
Az Art’húr magyar irodalmi folyóirat és civil irodalmi-művészeti mozgalom.

## Története
Az Art’húr „értelmiségi társasjáték” öndefiníciót, a Kerekasztal és a Grál keresés szimbólumát használó, kultúrát és művészetet kedvelő társaság és alkotói műhely. 1994 elején a budapesti Toldi moziban 25 alapító tag létrehozta az ART'HÚR Kortárs Művészeti és Kulturális Alapítványt, amely kéthavonta megjelenő újságjában publikációs lehetőséget nyújtott kortárs művészeknek, alkotóknak, gondolkodóknak. Alapító-főszerkesztő: Jóna Dávid.
|  | „Ez egy olyan virtuális közösség, ahol a kohézió a hétköznapok élményképes megélési módja, a kultúra, az alkotói szemlélet. Ideológiáktól, politikától, a gazdasági szereplők piac-vezérelt elvárásaitól, érdekszemléletű világuktól karakteres távolságot tartunk. (Jóna Dávid)” |
|  | |

A legendás, a „kirakatukban” tartott példa az Art'húr sajátosságának illusztrálására:
|  | „Budapesten a Petőfi Sándor utca 47. szám alatt a kapualjban van egy pókháló, amit a nap reggel 9 és 10 között világít meg. Menjetek el, nézzétek meg, mert szép!” |
|  | |

A Lenolaj oldalán megjelent az Art'húr történetének érdekességei.
Olyan jelentős alkotók, közéleti emberek voltak jelen az Art'húrban, mint: Andrássy Réka, 
Arany-Tóth Katalin, A. Túri Zsuzsa, B. Horváth István, Bari Károly, Barna T. Attila, Baranyi Ferenc, Biegelbauer Pál, Bene János, Birtalan Balázs, Bolyki László, Bors Gyula, Böjte Csaba, Cakó Ferenc, Dabis Balázs Silvius, Dobai Bálint, Dömötör László, Elekes László, Endrei Judit, Erdélyi Gábor, Faludy György, Fenyvesi Edit, Fodor Ákos, Géczi János, Gyurkovics Tibor, Hajnal Éva, Hegyi Flórián, Hermán Árpád, Hevesi Tamás, Istenes Tibor,  Jagos István, Jassó Judit, Kádár Ferenc, Jónás Tamás, Kalmár Sándor, Kanczler Klára, Kapitány Ágnes és Kapitány Gábor, Kapui Ágota, Kaiser László, Kardos M. Zsöte Kassovitz László, Kerecsényi Éva, Kiss Judit Ágnes, Kocsis Noémi, Kohári Csaba, Kosztolányi Péter, Kovács Lajos, Kovács Olga, Könyv István, Kőrösi András, Lackfi János, Lányi András, László-Kovács Gyula, Maderspach Kinga, Mihálka György, Miltényi Tibor, Mosonyi Ferenc, Móser Zoltán, Müller Péter Sziámi, Nagy Bandó András, Oberczián Géza, Orbán Ottó, Pethes Mária, Petőcz András, Péterffy András, Sohonyai Attila, Podmaniczky Szilárd, Radnai István, Karl Heinz Stockhausen, Szabolcsi Erzsébet, Szentjánosi Csaba, Szigethy Gábor, Szokolay Zoltán, Szőnyi Bartalos Mária, Tarbay Ede, Térey János, Tisza Kata, Tóth Edu, Tóth Krisztina, Turczi István, Utassy József, Vámos Miklós, Wessely Gábor, Windisch József, Zsobrakt János…
Kiállítóként részt vettek az Art' Expo 95 kiállításon, a budapesti Könyvhét rendezvényein, a Sziget Fesztiválon. Három évben is (1994-1996), több művészeti ágat érintő, alkotói bemutatkozói estet szerveztek a Budapest Kongresszusi Központban. Kiadták Karinthy Frigyes filmes írásait A gép hazudik címmel (Nagy Csaba szerkesztésében); rendszeres műsorral jelentkeztek a Fiksz Rádióban Art’húr Kerekasztal Társalgó címen (szerkesztő: Windisch József), valamint  a szerkesztők többször voltak a Civil rádió műsorvendégei (Szerkesztő: Dabis Balázs Silvius).
2016-ban – Válogatás az Art’húr Irodalmi Kávéház írásaiból címmel – antológiát jelentetett meg (ISBN 978-963-12-53-32-0), 2020-ban pedig az Art'húr Aranykönyv (ISBN 978-615-00-7736-9).
2020-ban KarantÉN üzenetek az Art'húr Irodalmi Kávéházból címmel megzenésített verseket adott ki. Összeállította: Bene János Szerzők: Kardos M. Zsöte,  A. Túri Zsuzsa,  Doktor Virág, Szuhay-Havas Marianna, Arany-Tóth Katalin, Kocsis Erika, Tompa László, Jóna Dávid, Istenes Tibor, Millei Lajos, Id. Bene János Előadók: Illésy-Márta Éva, Wyq-thor,  Ugron Zoltán, Kovács Daniela, Ágota Vajdovich Legeza, Kovács Péter Skorpió, Vera és a Marcik Trió, Kalmus Péter, Bakos Víg Hanna, Bene János (Az album elérhető a Spotify, Apple Music, Google Play Music, Amazon Music, Tidal és a Deezer felületein).
2020 - Koronavírus irodalmi pályázat 1. helyezett: Csikai Gábor 2. helyezett: Sárhelyi Erika 3. helyezett: Barna Júlia és Gavallér János
2023 - Ajtót nyitok mára (közös pályázat a Kalamáris és a Gondola oldallal) 1. Bajáki Zsani 2. Sárhelyi Erika 3. Stall Anita

## Színpadi produkciók
- Art’húr költői színház – Móka János rendezésében
- Jézus Krisztus Szupersztár musical – Dolhai Attila főszereplésével
- Az Art'húr megalakította a FESZT-et, a Főiskolások, Egyetemisták Színjátszó Társulatát – Szabó Gyula színművész, és Gabnai Katalin drámatanár jelenlétével

## A Facebookon
2013-tól az Art'húr a Facebook adta lehetőségek és korlátok között, Art'húr Irodalmi Kávéház néven működik.
Rovatvezetők-szerkesztők: Arany-Tóth Katalin, Bene János, Boda-Kalmár Brigitta, Istenes Tibor, Kardos M. Zsöte, Kerecsényi Éva, Konyári Mónika, Kozák Mari, Langstadler (Szentjánosi) Csaba, Lengyel János, Naszvadi Judit, P. Pálffy Julianna, Szuhay-Havas Mariann, Ugron Zoltán.
Főszerkesztő: Jóna Dávid Főszerkesztő-helyettes: Ugron Zoltán
(Korábban szerkesztőink voltak: Bak Rita, Bánfai Zsolt, Baranyi Ferenc, Budai Éva, Borbás Magdolna, Börzsönyi Erika, Doktor Virág, Hajnal Éva, Jakos Kata, Kaiser László,  Kiss-Teleki Rita, Kocsis Erika, László-Kovács Gyula, Malejkó Norbert, Mádi Beáta, Márkus László, Millei Lajos, Pethes Mária, Thamássy Nagy Géza, Török Tünde, Windisch Zsuzsanna, Márkus László, Tóth Edu, Vámos Krisztina).
Az Art'húr két szerkesztője, Hajnal Éva és Márkus László 2015-ben kivált az Art'húrból és megalapították a Litera-túra művészeti lapot és kiadót, majd szétválásuk után Márkus László a Kalamárist. Az Art'húrról 2017 januárjában vált le és azóta is önállóan működik a Gondola Kulturális Magazin. Főszerkesztő: Thamássy Nagy Géza.

## Art’húr-díj
Minden év júniusában kerül kiosztásra, a folyóirat megalakulásának (1994) évfordulóján azon személyeknek, akik jelenlétükkel, alkotásaikkal részévé váltak az Art’húr szellemiségének és aktívan hozzájárultak kulturális, művészeti arculatához. Minden évben 2–5 fő kaphatja meg a főszerkesztő által felkért kuratórium döntése, a szerkesztőség jóváhagyása alapján.
Art’húr-díjas alkotók
- Bors Gyula, fotóművész
- Pethes Mária, költő
- Istenes Tibor, költő
- Gross Arnold, grafikus művész
- Langstadler Csaba, költő
- Kanczler Klára, grafikus
- Vámos Krisztina, szerkesztő
- Hajnal Éva, költő
- Márkus László, költő
- Böjte Csaba, szerzetes, író
- Arany-Tóth Katalin, költő
- A. Túri Zsuzsa, költő
- Kardos M. Zsöte, költő
- Fövényi Sándor, költő
- Börzsöny Erika, költő
- Szuhay-Havas Marianna, költő
- Ugron Zoltán, szerkesztő
- Andrássy Réka, költő
- Kerecsényi Éva, költő
- Gréczi-Zsoldos Enikő, szerkesztő
- Fehér Illés, fordító
- Kiss-Teleki Rita, költő
- Konyári Mónika, költő
- Boda-Kalmár Brigitta, haiku alkotó
- Drajkó-Sárosi Kinga, költő
- Kozák Mari, költő
- Csernák Árpád, Búvópatak főszerkesztő
- Kováts Péter Skorpio, verselőadó
- Kocsis Erika, szerkesztő
- Ködöböcz Gábor, irodalomtörténész, lapszerkesztő
- Oláh András, költő, lapszerkesztő
- Kaiser László, költő, kiadóvezető, szerkesztő
- Fetykó Judit, az Irodalmi Epreskert főszerkesztője
- Török Tünde, verselőadó, szerkesztő
- Bene János, szerkesztő
- Csontos Márta, irodalomtörténész
- Naszvadi Judith, szerkesztő, novellista
- Lengyel János, szerkesztő, író
- Szarvas Ferenc, író, novellista